# Jorge González Aranguren
Jorge González Aranguren (San Sebastián, 1938) es un poeta y novelista contemporáneo español que ha conseguido premios destacados en ambas modalidades, convirtiéndose su estilo en una referencia en la literatura del País Vasco entre finales del siglo XX y principios del XXI.

## Biografía y trayectoria profesional
Nació en San Sebastián y tras cursar los primeros años de la carrera de Filología Románica descubrió su vocación como escritor.
En 1973 fundó la revista literaria Kurpil (después Kantil) que llegó a publicar 22 números a lo largo de los años setenta.
En la década de los años 80 se instaló en Palma de Mallorca, donde colaboró, con páginas de opinión y crítica de arte, en los periódicos La Voz de Mallorca y Baleares.
Trabajó también para la radio, primero como corresponsal de Radio Exterior de España, y luego en Radio cadena Española.
Cursó, en la Universidad de las Islas Baleares, la carrera de Geografía e Historia y en el año 1991 retornó a San Sebastián.
Ha colaborado en diversas revistas literarias como La Estafeta Literaria, Camp de l'Arpa, Equivalencias, Litoral, Hablar/Falar de Poesia, Artesa, Zurgai, Literaducto, Galera Barbuda, Ínsula, Cloc, Zero ZYK, Et Cétera, Pérgola, El signo del gorrión, Los cuadernos del matemático o Grand Place.
En 2019 instituyó el Premio Bienal de Poesía Elena Gorrochategui en el Ateneo Guipuzcoano.
Su obra está traducida al inglés, alemán, italiano y vascuence.

## Obra
Poesía
- 1971: La vida nos sujeta (Vosgos)
- 1972: Largo regreso a Ítaca (Caja de Ahorros Provincial de Guipúzcoa)
- 1974: Vivir con Proserpina (Kurpil)
- 1977: De fuegos, tigres, ríos (Ediciones Rialp)
- 1979: Itinerario ocioso (Ediciones Vascas)
- 1981: Doce para un fagot (Hiperión)
- 1983: Una cuarta persona (Noega Ediciones)
- 1989: Fuego lento (poesía 1968-1988) (Universidad del País Vasco)[6]
- 2001: Poemas indomables (Gonzalo Aranguren)
- 2004: Aquellas casas (Olerti Etxea)
- 2007: Qué perezosos pies (Ediciones Trea)
- 2012: Moneda suelta (El gallo de oro)
- 2014: Así como nosotros (Ediciones Trea)
- 2015: Regreso a las casas (El gallo de oro)
- 2023: Un resto de luz (Torres Editores)

Novela
- 1977: El cielo para Bwana (Ediciones Albia)
- 1981: En otros parques donde estar ardiendo (Ediciones Destino)
- 1992: Un hueco en el mundo (Editorial Txertoa)
- 2002: Cuarto de luna (Ttarttalo)
- 2017: Si olvidaste el lugar (Tabula Rasa Ediciones)
- 2017: Tan lejos de Ushuana (Iao Arte Editorial)

Relatos
- 1977: Últimas imaginarias (Leopoldo Zugaza)
- 1997: Sur (Editorial Límite)
- 2000: Campo de besos (Editorial Dossoles)
- 2004: La dama del río (El Manantial Ediciones)
- 2007: Contar las piedras (Editorial Essan)
- 2007: De un abril frío (Menoscuarto Ediciones)
- 2021: Nunca llegan los tártaros (Tabula Rasa Ediciones)
- 2023: Con el cambio de la marea (Ediciones Trea)

## Premios y distinciones
Ha ganado algunos premios relevantes en el ámbito de la poesía y la narrativa:
- Hernani (1968)
- Carabela-Hispanidad (1969)
- Guipúzcoa (1969)
- Félix María Samaniego (1970)
- Ciudad de Irún (1971) por Largo regreso a Ítaca.
- Ramón de Basterra (1973)
- Premio de Narrativa Ciudad de San Sebastián (1974) por Últimas imaginarias.
- Pluma de Oro de la Asociación de Escritores Guipuzcoanos (1974)
- Adonais (1976) por De fuegos, tigres, ríos.
- Premio Villa Bilbao (1977) por El cielo para Bwana.
- Finalista del Premio Planeta (1980) por En otros parques donde estar ardiendo.